# 杨林桥水库
杨林桥水库是中国湖北省咸宁市崇阳县港口乡境内的一座水库，位于陆水支流高堤河上游，建于1977年。水库正常库容为787万立方米，集雨面积为9平方千米，海拔为182.5米。